# Łańcuch Tatrzański
Łańcuch Tatrzański (514.5) – makroregion w Polsce i na Słowacji, w Centralnych Karpatach Zachodnich. Zaliczają się do niego trzy pasma górskie:
- Góry Choczańskie (najwyższy szczyt – Wielki Chocz);
- Tatry Zachodnie (najwyższy szczyt – Bystra);
- Tatry Wschodnie (najwyższy szczyt – Gerlach).